# ГЕС Іннсет
ГЕС Іннсет – гідроелектростанція у північні частині Норвегії за сто десять кілометрів на південь від Тромсе. Знаходячись перед ГЕС Страумсмо, становить верхній ступінь в каскаді на річці Бардуельва, яка витікає з озера Альтеватн та є лівою притокою Молсельви (впадає у Målselvfjorden, відгалуження великого фіорду Маланген).

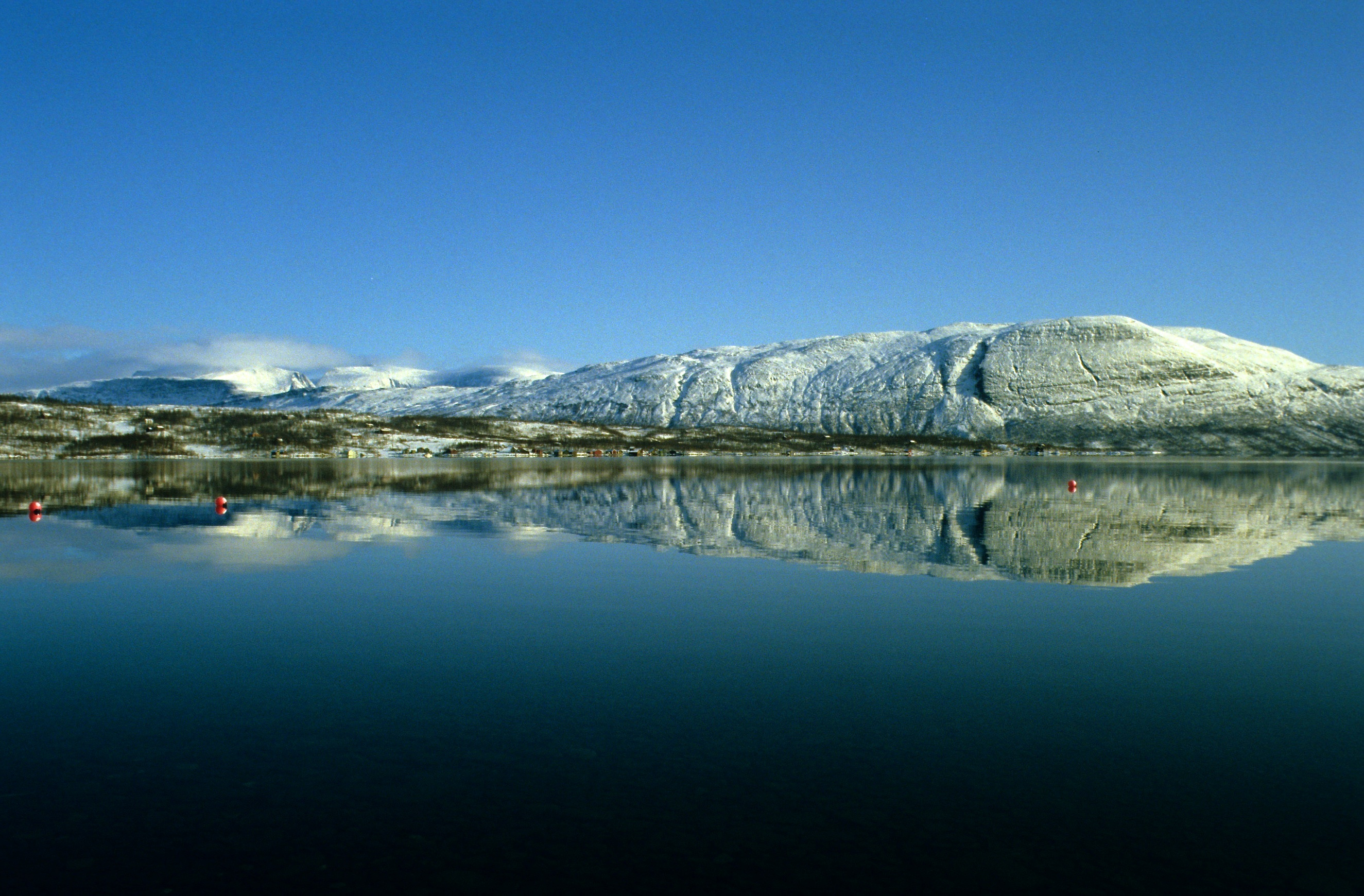
Озеро Альтеватн

Накопичення ресурсу для роботи всього каскаду відбувається у одному з найбільших норвезьких водосховищ – згаданому вище озері Альтеватн. На виході з нього Бардуельви звели кам’яно-накидну греблю висотою 35 метрів та довжиною 510 метрів, яка утримує водойму з площею поверхні 107 км2 та об’ємом 1027 млн м3, рівень поверхні в якій може змінюватись між позначками 473 та 489 метрів НРМ. Її поповнення обмежується майже виключно природним водозбором (що доволі нетипово для ГЕС Норвегії), хоча існує також короткий тунель для подачі ресурсу із річки Salvasskarelva (Salvvasjohka) – лівої притоки Бардуельви, котра має устя одразу після виходу останньої з Альтеватн.
Зі сховища ресурс через прокладений у правобережному гірському масиві дериваційний тунель подається до розташованого за 2,6 км підземного машинного залу. Останній обладнано двома турібнами типу Френсіс потужністю по 45,5 МВт, які  при напорі у 188 метрів вони повинні забезпечувати виробництво 460 млн кВт-год електроенергії на рік.
Відпрацьована вода через відвідний тунель довжиною 0,5 км та канал 0,45 км потрапляє у створене на Бардуельві сховище Veslvatn.